# Gladocephaloideus
Gladocephaloideus is een geslacht van pterosauriërs, behorende tot de groep van de Pterodactyloidea, dat tijdens het vroege Krijt leefde in het gebied van het huidige China.

## Naamgeving en vondst
De typesoort is Gladocephaloideus jingangshanensis. De soort werd in 2011 benoemd en beschreven door Lü Junchang, Ji Qiang, Wei Xuefang en Liu Yongqing. De geslachtsnaam is afgeleid van het Latijnse gladius, 'zwaard' en het Oudgriekse κεφαλή, kephalè, 'hoofd', en εἶδος, eidos, 'vorm', een verwijzing naar de langwerpige vorm van de schedel. De soortaanduiding verwijst naar de stad Jingangshan in het westen van de provincie Liaoning.

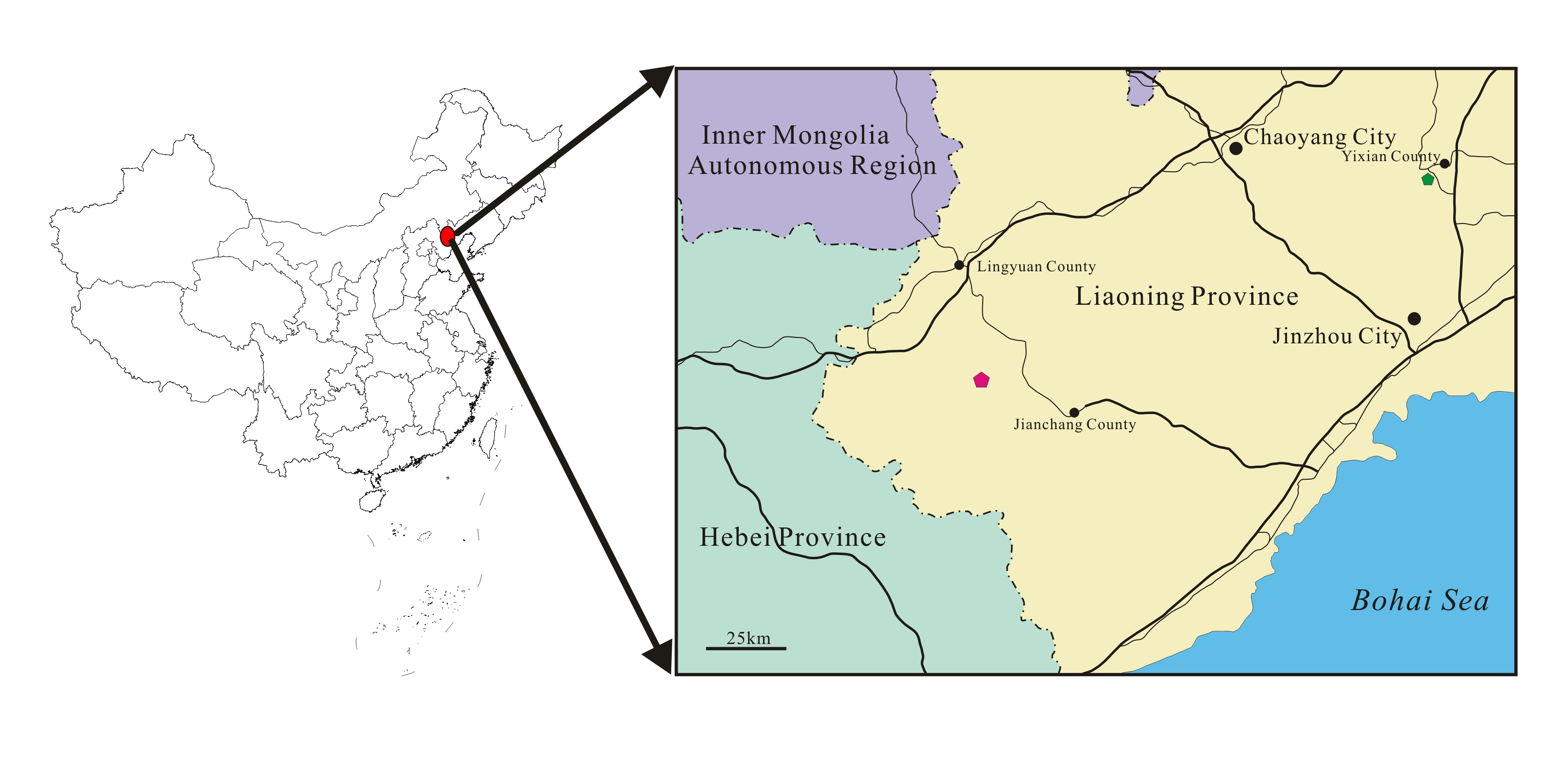
De vindplaatsen van het holotype (rode vijfhoek) en het tweede exemplaar (groene vijfhoek)

Het fossiel, holotype IG-CAGS-08-07, is gevonden in de Jingangshanafzetting van de Yixianformatie in een laag die dateert uit het vroege Aptien, met een ouderdom van ongeveer 121 miljoen jaar. Het bestaat uit een gedeeltelijk skelet met schedel. Behalve de vrijwel complete schedel met onderkaken zijn de drie voorste halswervels bewaard gebleven en een deel van de achterpoten. Ook resten van de weke delen zijn geconserveerd waaronder stukken vacht rond de achterzijde van de schedel en rond de nek. De schedel bevindt zich op een plaat met tegenplaat. Deze houden naar beneden op door een plotse zaagsnede in de bovenste nek, dwars door de onderzijde van de derde halswervel. Een tweede stuk omvat de voeten en onderste scheenbeenderen. Beide onderdelen zijn afkomstig van de illegale fossielenhandel; het werd niet duidelijk gemaakt hoe men kon weten of de voeten wel bij de kop horen. Vergelijking met een later gevonden specimen met een overeenkomende botstructuur suggereert dat om een nog niet volwassen exemplaar gaat. In 2011 werd echter aangenomen dat het wel een volwassen dier was gezien de mate van vergroeiing van de schedelbeenderen. Het fossiel maakt deel uit van de collectie van het Institute of Geology, Chinese Academy of Geological Sciences.
In 2016 werd een tweede specimen beschreven, JPM 2014–004, een jong dier uit de Jiufotangformatie met een spanwijdte van zo'n vijfenzeventig centimeter. Het is veel completer dan het holotype, ligt in verband, en omvat behalve schedel en onderkaken bijna het hele postcraniaal skelet met uitzondering van de achterste ruggenwervels, het heiligbeen, de staart en de linkerachterpoot. Het exemplaar zou gezien histologisch onderzoek jonger zijn dan het holotype. Ook het tweede specimen is van de illegale fossielenhandel afkomstig die een afgebroken stuk van de onderkaak omgekeerd weer vastlijmde. Het werd opnieuw geprepareerd door Zhang Yuqing. Het maakt tegenwoordig deel uit van de collectie van het Jinzhou Paleontological Museum.

## Beschrijving

### Grootte en onderscheidende kenmerken
Een extrapolatie uit het tweede exemplaar leidt tot een schatting voor de spanwijdte van het holotype van ongeveer één meter. De volwassen grootte is onbekend en kan nog aanzienlijk hoger hebben gelegen.
Gladocephaloideus onderscheidt zich door een zeer lange snuit. De voornaamste schedelopening, de fenestra nasoantorbitalis, is slechts klein en maakt maar 13% van de schedellengte uit. Het gedeelte voor deze opening bedraagt daarentegen 63% van de schedellengte. Het totaal aantal tanden bedraagt ongeveer vijftig. De tanden hebben scherpe punten.
In 2016 werd op basis van het nieuwe exemplaar een herziene lijst van onderscheidende kenmerken opgesteld. Aan de reeds bepaalde eigenschappen werden de volgende toegevoegd. De achterkant van de middenkam op de wandbeenderen is groot. Op de middenlijn van de symfyse van de onderkaken loopt een diepe groeve. De langste halswervel is 4,1 maal zo lang als breed. Het dijbeen heeft 61% van de lengte van het scheenbeen. Het scheenbeen is even lang als het eerste kootje van de vleugelvinger. Het derde middenvoetsbeen heeft 40% van de lengte van het scheenbeen.

### Skelet

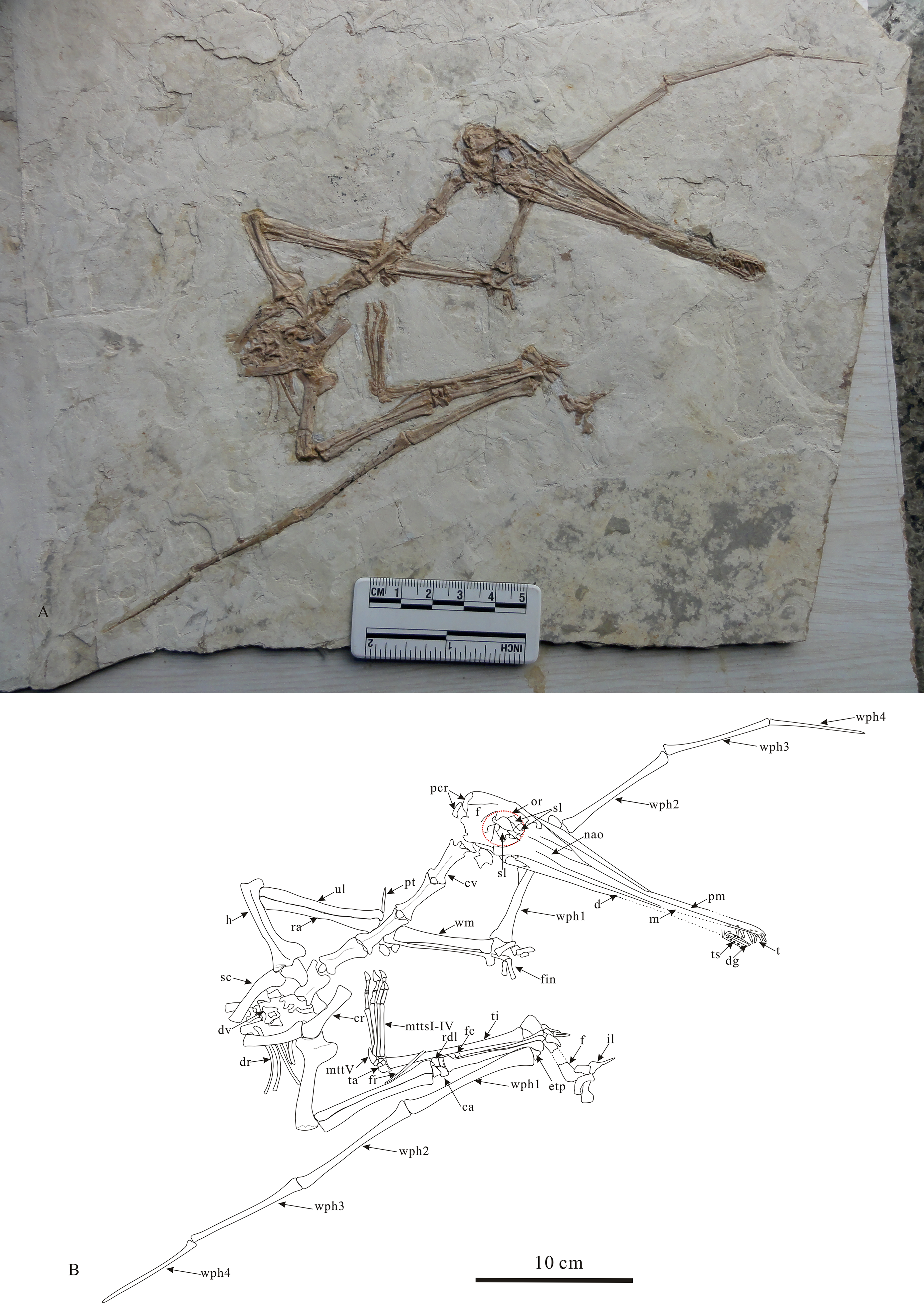
JPM 2014–004

#### Schedel en onderkaken
De schedel heeft bij het holotype een lengte van 182 millimeter. Het bovenprofiel van de schedel is licht hol. De snuit is zeer langgerekt en laag. Er is geen snuitkam. De grote schedelopening, de fenestra nasoantorbitalis, is relatief kort en langwerpig. De praemaxilla loopt door tot het begin van de oogkas. Het neusbeen heeft een lange gevorkte tak naar voren. Schuin naar achteren steekt een tak in de schedelopening, de onderrand daarvan rakend maar er niet mee vergroeid. De oogkas, rond en boven het niveau van de bovenrand van de schedelopening gelegen, is groot en toont bij het holotype zeven plaatjes van een scleraalring. De buitenzijde van de plaatjes is glad en bol. De korte kam op het achterhoofd is afgerond en niet plaatvormig. Het voorhoofdsbeen is gewelfd. De schedel buigt achteraan omlaag naar een laag squamosum. Het quadratum ligt vrijwel horizontaal.
De onderkaak heeft een lengte van 175 millimeter en is eveneens langgerekt. Van het tongbeen is een linkerceratobranchiale bewaard met een ondiepe groeve in de bovenzijde.
De tanden staan dicht opeen in een voorste verbreding van de kaken, waarvan ze het voorste kwart beslaan. Ze hebben afzonderlijke tandkassen en liggen niet in een groeve. Er staan tweemaal dertien tanden in de bovenkaken en tweemaal twaalf tanden in de onderkaken. Zowel de maxillaire als de dentaire tanden hebben vooraan een lengte van drieënhalve millimeter. In beide gevallen zijn de vier voorste tanden het langst om daarna geleidelijk naar achteren in lengte af te nemen. De tandkronen zijn van het naaldvormige type met vrijwel evenwijdige randen. De tanden zijn licht naar achteren gebogen; de voorste zijn het meest recht. De voorste tanden hellen schuin naar voren, de voorste tand van de onderkaak bijna horizontaal; de allerachterste staan haaks op de kaakrand.
In 2020 werd bij een mogelijk fragmentarisch exemplaar, specimen IVPP V 14189, een basihyale gemeld, de eerste keer dat dit deel van het tongbeenapparaat bij een pterosauriër is gevonden.

#### Postcrania
De halswervels zijn matig langgerekt. De derde halswervels is het langst en 4,14 maal langer dan breed. De halswervels missen nekribben en pleurocoelen. Hun doornuitsteeksels zijn lage zwak gevormde richels. De zevende halswervel is duidelijk korter. De achtste krijgt kenmerken van de rug.
Het schouderblad is langer dan het ravenbeksbeen. Het blad heeft een diep hol binnenvlak en is onderaan licht verbreed. Het borstbeen is waaiervormig en steekt naar voren uit in een grote cristospina.
Het opperarmbeen draagt een halfronde deltopectorale kam. De kop van het opperarmbeen wordt achteraan niet doorboord door een pneumatisch foramen. Het spaakbeen is iets langer dan de ellepijp maar die is een derde breder. De ellepijp is relatief kort, zowel ten opzichte van de middenhand — slechts 23% langer — als van het eerste kootje van de vleugelvinger dat zelfs langer is. Het pteroïde heeft bij het tweede exemplaar een lengte van 16,8 millimeter, 56% van de lengte van het opperarmbeen. Bij de pols buigt het iets naar binnen en het eindigt in een scherpe punt. De pols is nog niet vergroeid en telt twee bovenste en drie onderste carpalia. De eerste tot en met derde middenhandsbeenderen zijn relatief lang. Het eerste heeft 90% van de lengte van het 32,4 millimeter lange vierde middenhandsbeen dat de vleugelvinger draagt. Een bewaarde handklauw is vrij plat met een spitse punt. De vleugelvinger telt vier kootjes waarvan de eerste het langste is; de overige nemen steeds verder in grootte af.
Het dijbeen is robuust en naar voren gebogen. Het linkerdijbeen heeft bij tweede exemplaar een lengte van 27,5 millimeter, 61% van de lengte van het scheenbeen. De kop van het dijbeen maakt een hoek van 135° met de schacht. De bovenste achterkant van het dijbeen wordt doorboord door een foramen. Het rechte scheenbeen heeft bij het holotype een lengte van zevenentachtig millimeter. Het tweede middenvoetsbeen is bij het holotype het langst met achtendertig millimeter; het derde meet vijfendertig millimeter. Bij het tweede exemplaar is echter het derde het langst met 18,6 millimeter. Het vijfde middenvoetsbeen is rudimentair en draagt geen teen. De vier nog bestaande tenen zijn ongeveer even lang. De formule van de teenkootjes is 2-3-4-5-0. De voetklauwen zijn relatief klein en vrij plat met scherpe punten.

### Weke delen
Rond en op de oogkas is een donkere film zichtbaar. Boven de oogkas, achter de schedel en achter de nek zijn duidelijke vezels te zien die de indruk maken van een warrige vacht zoals toen al bekend van Ningchengopterus en Jeholopterus. Volgens de beschrijvers zou die gediend kunnen hebben ter isolatie van een warmbloedig dier.

## Fylogenie

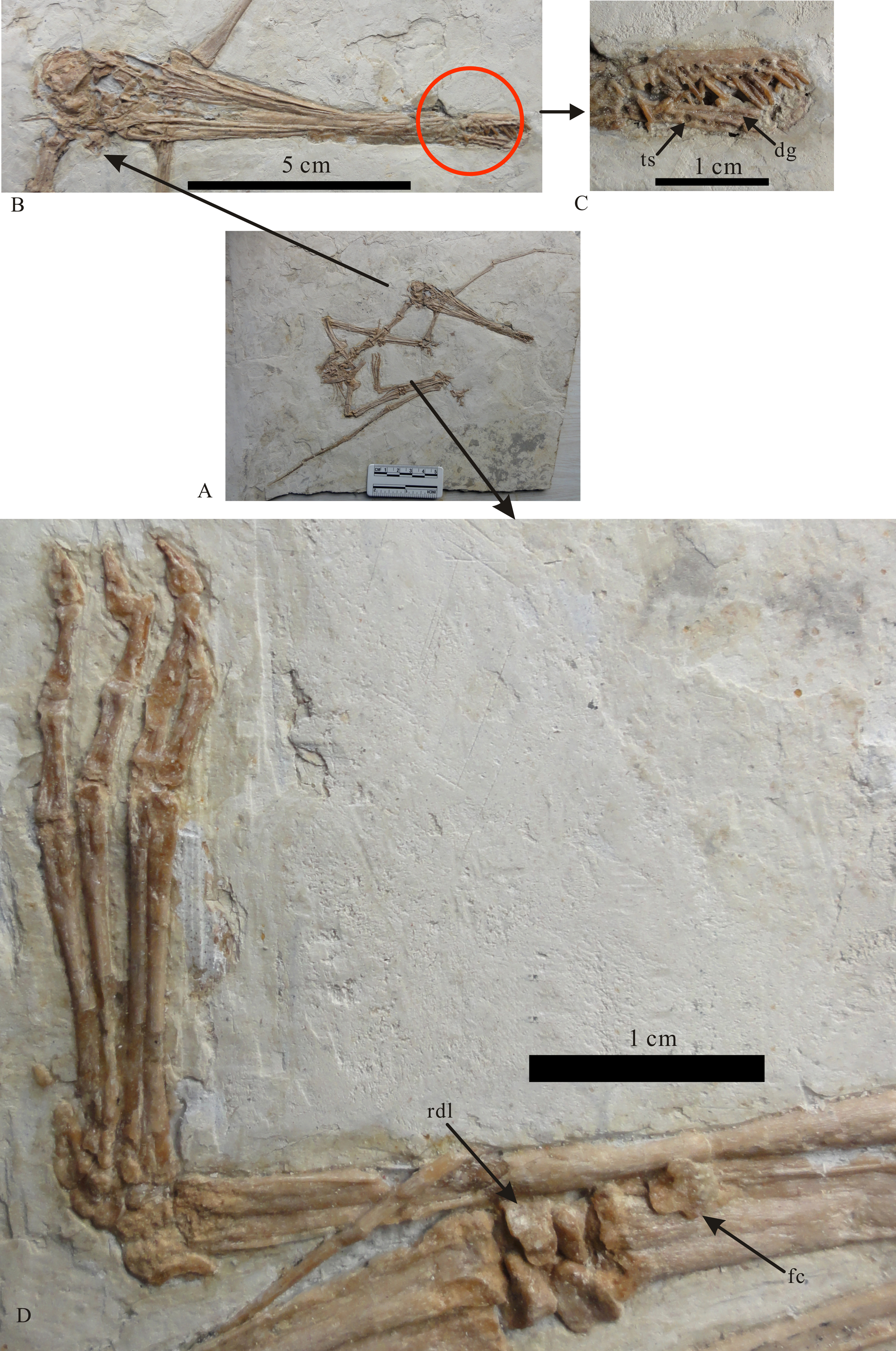
Details van het skelet

Gladocephaloideus werd in 2011 door de beschrijvers binnen de Ctenochasmatoidea in de Gallodactylidae geplaatst. Het is volgens de beschrijvers de eerste gallodactylide die uit Azië benoemd is. Dit zou een aanwijzing zijn voor zowel een veel grotere verscheidenheid van deze groep als van de fauna van de Yixianformatie dan eerder verondersteld werd. Hierbij verwerpen ze echter de toeschrijving van Feilongus aan de Gallodactylidae.
In 2016 leidde de beschrijving van het tweede exemplaar tot een geheel andere uitkomst: Gladocephaloideus zou een lid zijn van de Ctenochasmatidae als zustersoort van Pterofiltrus.
|  | Cearadactylus                             |
|  |                                           |
|  | Gnathosaurus                              |
|  |                                           |
|  | Pterodactylus longicolum (=Ardeadactylus) |
|  |                                           |

|  | Pterofiltrus      |
|  |                   |
|  | Gladocephaloideus |
|  |                   |

|  | Elanodactylus |
|  |               |
|  | Beipiaopterus |
|  |               |
|  | Feilongus     |
|  |               |
|  | Moganopterus  |
|  |               |

|  | Pterofiltrus      |
|  |                   |
|  | Gladocephaloideus |
|  |                   |

|  | Elanodactylus |
|  |               |
|  | Beipiaopterus |
|  |               |
|  | Feilongus     |
|  |               |
|  | Moganopterus  |
|  |               |

|  | Cearadactylus                             |
|  |                                           |
|  | Gnathosaurus                              |
|  |                                           |
|  | Pterodactylus longicolum (=Ardeadactylus) |
|  |                                           |

|  | Pterofiltrus      |
|  |                   |
|  | Gladocephaloideus |
|  |                   |

|  | Elanodactylus |
|  |               |
|  | Beipiaopterus |
|  |               |
|  | Feilongus     |
|  |               |
|  | Moganopterus  |
|  |               |

|  | Pterofiltrus      |
|  |                   |
|  | Gladocephaloideus |
|  |                   |

|  | Elanodactylus |
|  |               |
|  | Beipiaopterus |
|  |               |
|  | Feilongus     |
|  |               |
|  | Moganopterus  |
|  |               |

## Levenswijze
De lange kaken met tanden in het voorste gedeelte zouden gebruikt kunnen zijn om vissen te vangen. Een behoren tot de ctenochasmatiden wijst er echter op dat met de tanden diertjes uit zoet water gefilterd werden. De tandkam is dan niet zo sterk ontwikkeld als bij verwanten.
Zowel bij het holotype als het tweede exemplaar vertegenwoordigt de botwand het haversiaanse type met snelle botvervanging door aderkanalen. Dat duidt erop dat beid nog aan een snelle groei bezig waren. Groeilijnen werden niet aangetroffen. Het kan zijn dat de exemplaren minder dan een jaar oud waren maar ook is het mogelijk dat een reeds gevormde groeilijn door de herstructurering van het bot uitgewist werd.